# Matthijs Vermeulen
Matthijs Vermeulen, pierwotnie: Matthijs Van der Meulen (ur. 8 lutego 1888 w Helmond, zm. 26 lipca 1967 w Laren) – holenderski kompozytor i krytyk muzyczny.

## Życie
Był synem kowala. Po nieszczęśliwym wypadku ojca, który widział w nim do tej pory swego następcę, rozpoczął naukę w seminarium jezuickim, gdzie spotkał swojego pierwszego nauczyciela muzyki. W liście do brata napisał, że w dzień swoich czternastych urodzin miał wizję: od tej pory chciał zostać kompozytorem.
Następnie pobierał lekcje prywatne u Alphonsa Diepenbrocka, z którego rodziną bardzo się zaprzyjaźnił. Jego drugą (i ostatnią) żoną została córka Diepenbrocka, Thea, z którą miał córkę Odilię (ur. w 1953 r.; wyszła ona za późniejszego biografa Vermeulena, Tona Braasa).
Vermeulen był także uznanym publicystą. W latach 1909–1920 pracował jako krytyk muzyczny w różnych czasopismach (m.in. w "De Groene Amsterdammer", "De Telegraaf"), a jego wypowiedzi wywierały duży wpływ na życie muzyczne Holandii.
Z powodu konfliktu z bardzo znanym już wówczas dyrygentem Willemem Mengelbergiem, który ocenił jego II symfonię (1920) jako nienadającą się do grania, Vermeulen postanowił opuścić Holandię. Udał się do Francji, gdzie miał nadzieję zapoznać się bliżej z harmonią impresjonizmu (muzyka Claude'a Debussy'ego i Maurice'a Ravela miała na kompozytora inspirujący wpływ). 
W 1921 r. przeprowadził się do Louveciennes w pobliżu Paryża, gdzie skomponował trzy następne symfonie oraz sporo muzyki kameralnej. Dla celów zarobkowych kontynuował także działalność publicystyczną, m.in. w "Soerabaiasch Handelsblad".
Jego pierwsza żona Annie zmarła przed II wojną światową wskutek niedożywienia. Po wojnie Vermeulen powrócił do Holandii.
Od 1972 r. przyznawana jest coroczna nagroda muzyczna "Mathijs Vermeulenprijs" dla najlepszego kompozytora holenderskiego. Od 1986 r. istnieje też jej wersja dla młodych kompozytorów pn. "Matthijs Vermeulen Aanmoedigingsprijs".

## Dzieła
- I symfonia (Symphonia Carminum), 1914
- On ne passe pas, 1917
- Les filles du roi d'Espagne, 1917
- The soldier, 1917
- La veille, 1917 (w 1932 zorkiestrowane)
- I sonata wiolonczelowa, 1918
- II symfonia (Prélude à la nouvelle journée), 1920
- III symfonia (Thrène et Péan), 1921
- Trio smyczkowe, 1923
- Sonata skrzypcowa, 1925
- De vliegende Hollander, 1930
- II sonata wiolonczelowa, 1938
- IV symfonia (Les Victoires), 1941
- Trois salutations à notre dame, 1941
- Le balcon, 1944
- V symfonia (Les lendemains chantants), 1945
- VI symfonia (Les minutes heureuses), 1958
- Préludes des origines, 1959
- Kwartet smyczkowy, 1961
- Trois cants d'amour, 1962
- VII symfonia (Dithyrambes pour le temps à venir), 1965